# نبرد کوه گنداروس
نبرد کوه گنداروس یا نبرد کورستریکسا در سال ۳۸ قبل از میلاد یک پیروزی قاطع برای ژنرال جمهوری رومی پوبلیوس ونتیدیوس باسوس بر ارتش اشکانی پاکور یکم، فرزند پادشاه ارُد دوم، در منطقه بزرگ سوریه کریرشتا بود.

## خلاصه داستان
پس از شکست ارتش روم تحت فرماندهی کراسوس در نبرد حران (نبرد کارهه)، نیروهای اشکانی حملاتی به خاک روم کردند. رومیان تحت رهبری گایوس کاسیوس لونسینوس، از بازماندگان نبرد کارهه بود، در برابر این هجوم‌ها از مرز دفاع کردند.
با این حال، اشکانیان در سال ۴۰ پیش از میلاد با نیرویی به مراتب بزرگتر، به همراه یک رومی شورشی کوئینتوس لابینوس به منطقه بازگشتند. این نیرو فرماندار رومی سوریه را شکست داده و دولت استانی را سرنگون کرد. بسیاری از سربازان رومی در سوریه در آن زمان جمهوریخواهان سابق بودند که روزگاری در خدمت بروتوس و کاسیوس علیه مارک آنتونی جنگیده بودند.
به منظور مقابله با دستاوردهای اشکانیان، مارک آنتونی چند لژیون را به پوبلیوس ونتیدیوس باسوس داد. ونتیدیوس از اشتباهات کراسوس درس گرفت و اطمینان حاصل کرد که نیروهای وی از قدرت کافی در قالب کمانداران و تیراندازها برخوردار باشند، زیرا پیاده‌نظام‌های سنگین به خودی خود در برابر کمانداران سواره اشکانی آسیب‌پذیر هستند. او همچنین متوجه شد که زمین مسطح به نفع سواره نظام اشکانی است، در حالی که زمین‌های تپه‌ای این مزیت را باطل می‌کند.
ونتیدیوس باسوس با کوینتوس لابینوس و پارتیان در آسیای صغیر جنگید و آنها را شکست داد. لابینوس تلاش کرد تا فرار کند، اما توسط نیروهای ونتیدیوس گرفتار و اعدام شد. اشکانیان مجبور به عقب‌نشینی به گذرگاه آمانوس شدند، جایی که بار دیگر با نیروهای ونتیدیوس به نبرد پرداختند. درنهایت رومی‌ها به پیروزی رسیدند و اشکانیان از سوریه عقب‌نشینی کردند.

## نبرد
پس از این عقب‌نشینی، پارتیان حمله دیگری به سوریه در سال ۳۸ قبل از میلاد، به رهبری پاکور، فرزند پادشاه ارٔد انجام دادند. ونتیدیوس، برای به دست آوردن وقت، اطلاعاتی درخشان به پاکور نشان داد که او باید از رود فرات در قالب معمول خود عبور کند. پاکور به این اطلاعات اعتماد نداشت و تصمیم گرفت از قسمتی از رودخانه که خیلی دورتر از پایین دست آن بود عبور کند. این همان چیزی بود که ونتیدیوس امیدوار بود اتفاق بیفتد و به او فرصت داد تا نیروهای خود را آماده کند.
اشکانیان با بدون هیچ مخالفتی با عبور از رودخانه از آن عبور کردند با اعتقاد بر این که دشمنان رومی آنها ضعیف و ناتوان هستند و به سمت شهر گنداروس پیش رفتند، چون که رومی‌ها هیچ تلاشی برای جلوگیری از عبور رودخانه نکردند.
هنگامی که اشکانیان به این شهر رسیدند با لژیونهای رومی روبرو شدندٔ لژیون‌ها به‌صورت منظم در دامنه تپه‌ها ایستاده بودند و برای اشکانیان کمین کرده بودند به اشکانیان حمله کردند ، ونتیدیوس به نیروهای خود که از مزیت زمین‌های مرتفع برخوردار بودند، دستور داد که به سواران کماندار که گیر افتاده بودند حمله کنند و از شیب پیشروی کنند. سواران کماندار که مجبور به جنگ از نزدیک بودن از چهار جهت مورد تهاجم لژیونرها قرار گرفتن و به خاطر آن تلفات بسیاری دادند، زیرا آنها برای چنین حالت جنگی ای آمادگی نداشتند. سرانجام سواره نظام اشکانیان درهم شکست وحشت سپاه اشکانی را فرا گرفت سرانجام پاکور به همراه محافظان خود به قتل رسید و باقیمانده سواره نظام اشکانی کشته شدند و سرانجام ارتش روم به پیروزی کامل دست یافت.

## عواقب بعدی
ونتیدیوس پیش‌بینی کرده بود که اشکانیان در صورت شکست، فرار می‌کنند بنابراین پیاده‌نظام و سواره نظام رومی را در کمین آنها قرار داد و راه برگشت آنها که از سمت فرات بود را بست. اشکانیان فراری گرفتار کمین رومی‌ها شدند واز بین رفتند. سرانجام ونتیدیوس موفق شد استانهای شرقی روم را باز پس بگیرد.